# 캄덴 토이
캄덴 토이(Camden Toy, 1955년 5월 31일~2023년 12월 11일)는 미국의 배우, 영화 배우, 텔레비전 배우이다.

## 출연

### 영화
- 우리 동네 히어로(2014년) - 메나스 경 역
- 크림슨 세인츠(2013년)
- 어 블러드 스토리(2013년) - 프란시스 역
- 하드 러브(2011년) - 랄프 역
- 갓마더(2010년)
- 뱀파이어의 키스(2009년)
- 젠 노이어(2004년)
- 백개먼(2001년)
- 뱀파이어 해결사(1997년)